# Joachim Friedrich von Knuth (Provisor)
Joachim Friedrich von Knuth (* 1642 in Mecklenburg; † 20. Februar 1684 in Leizen) war ein deutscher  Adelsmann und Provisor des Klosters Malchow. Er war Erbherr auf Leizen und ist der Stammvater der deutschen und holländischen Hauptbranchen des Hauses Knuth.

## Leben
Joachim Friedrich von Knuth wurde 1609 als Sohn des Rittmeisters Jacob Ernst von Knuth, auf Leizen und Priborn und Sophie von Knuths, geborene Kruse, in das mecklenburgische Uradelsgeschlecht von Knuth geboren. Joachim Friedrichs jüngere Brüder Eckhard Christoph und Adam Levin von Knuth machten Karriere am dänischen Hofe.
1680 kam es zu einem Vergleich der Brüder Joachim Friedrich, Adam Levin und Eckhard Christoph von Knuth. Dabei bekam Joachim Friedrich das Gut Leizen zugesprochen, Adam Levin Ludorf und Sielow und Eckhard Christoph Melz und Priborn.

## Ehe und Nachkommen
1672 heiratete Joachim Friedrich Christine von Wancken. Der Ehe entsprangen sieben Kinder. Ein Urenkel seiner dritten Tochter war der grönländische Inspektor Claus Bendeke.
- Jacob Ernst von Knuth (* 4. August 1672; † 28. April 1704), Begründer der Leitzenschen Linie.[2]
- Eggert Christian von Knuth (* 6. Februar 1674; † 31. März 1710)
- Christine Elisabeth von Knuth (* 2. Februar 1675; † 26. Februar 1738) ⚭ Knud Juel (1665–1709), Amtmann, ⚭ Alexander Frederik von Møsting (1680–1737), Hofmeister
- Marie Dorothea von Knuth (* 12. Mai 1678; † 28. April 1751) ⚭ Jeremias Johann von Behr (1667–1745), Major
- Anna Margrethe von Knuth (* 4. Dezember 1679; † 5. Dezember 1712) ⚭ Georg Ernst von Reichau (1658–1735), Stiftamtmann
- Adam Levin I. von Knuth (* 18. April 1681; † 21. März 1751), auf Ludorf, Gneve und Zülow, Begründer der ludorfschen Linie.[2]
- Friedrich Christoph von Knuth (* 30. März 1683; † 3. April 1759, auch Frederik Christian von Knuth), Begründer der holländischen Branche, welche 1794 im Mannesstamm ausstarb.[2][3]

## Vorfahren
| Joachim Friedrich von Knuth Herr auf Leizen | Jacob Ernst von Knuth Herr auf Leizen und Priborn | Wentzloff IV. von Knuth Herr auf Leizen, Priborn, Spitzkuhn und Melz | Jacob von Knuth Herr auf Leizen, Priborn und Spitzkuhn |
| Joachim Friedrich von Knuth Herr auf Leizen | Jacob Ernst von Knuth Herr auf Leizen und Priborn | Wentzloff IV. von Knuth Herr auf Leizen, Priborn, Spitzkuhn und Melz | Sophie von Knuth, geb. von Kruse                       |
| Joachim Friedrich von Knuth Herr auf Leizen | Jacob Ernst von Knuth Herr auf Leizen und Priborn | Anna von Knuth                                                       | Adam von Knuth Herr auf Leizen und Priborn             |
| Joachim Friedrich von Knuth Herr auf Leizen | Jacob Ernst von Knuth Herr auf Leizen und Priborn | Anna von Knuth                                                       | Catharine von Knuth, geb. von Pritzbuer                |
| Joachim Friedrich von Knuth Herr auf Leizen | Elisabeth von Knuth, geb. von Morin               | Henneke der Jüngere von Morin Herr auf Kelle                         | Henneke der Ältere von Morin                           |
| Joachim Friedrich von Knuth Herr auf Leizen | Elisabeth von Knuth, geb. von Morin               | Henneke der Jüngere von Morin Herr auf Kelle                         | ?                                                      |
| Joachim Friedrich von Knuth Herr auf Leizen | Elisabeth von Knuth, geb. von Morin               | Katharine von Morin, geb. von Wolde                                  | ?                                                      |
| Joachim Friedrich von Knuth Herr auf Leizen | Elisabeth von Knuth, geb. von Morin               | Katharine von Morin, geb. von Wolde                                  | ?                                                      |

## Endnoten
1. 1 2  Vgl. Friedrich Ludwig Anton Hörschelmann: Friedrich Ludwig Anton Hörschelmann's genealogische Adelshistorie, erster Teil des ersten Bandes, Erfurt 1772, S. 103.
2. 1 2 3  Vgl. Hörschelmann, S. 104.
3. ↑  finnholbek.dk: Frederik Christian von Knuth, abgerufen am 7. Dezember 2018.

| Vorgänger                                     | Amt                          | Nachfolger                        |
| --------------------------------------------- | ---------------------------- | --------------------------------- |
| Jacob Ernst von Knuth, auf Leizen und Priborn | Erbherr auf Leizen 1675–1684 | Jacob Ernst von Knuth, auf Leizen |

| Personendaten    | Personendaten                                       |
| ---------------- | --------------------------------------------------- |
| NAME             | Knuth, Joachim Friedrich von                        |
| KURZBESCHREIBUNG | deutscher Adliger und Provisor des Klosters Malchow |
| GEBURTSDATUM     | 1642                                                |
| GEBURTSORT       | Mecklenburg                                         |
| STERBEDATUM      | 20. Februar 1684                                    |
| STERBEORT        | Leizen                                              |